# Lijst van Stolpersteine in Blaricum

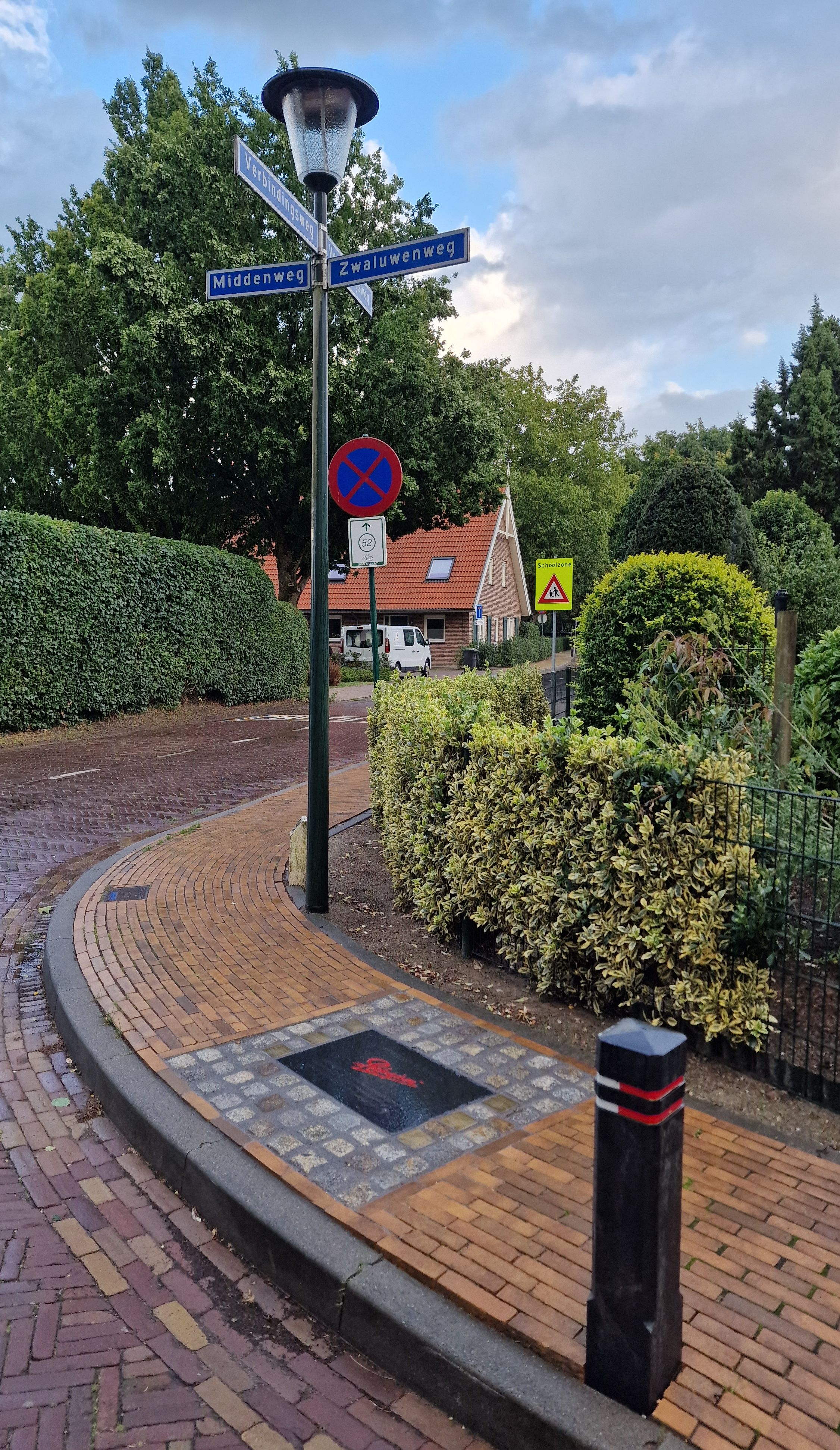
Stolpersteine in Blaricum voor slachtoffers uit Pension Refugium op Zwaluwenweg 1

De lijst van Stolpersteine in Blaricum geeft een overzicht van de gedenkstenen die in de gemeente Blaricum in de Nederlandse provincie Noord-Holland zijn geplaatst in het kader van het Stolpersteine-project van de Duitse beeldhouwer-kunstenaar Gunter Demnig.
Stolpersteine zijn opgedragen aan slachtoffers van het nationaalsocialisme, al diegenen die zijn vervolgd, gedeporteerd, vermoord, gedwongen te emigreren of tot zelfmoord gedreven door het nazi-regime. Demnig legt voor elk slachtoffer een aparte steen, meestal voor de laatste zelfgekozen woning.
Omdat het Stolpersteine-project doorloopt, kan deze lijst onvolledig zijn.

## Stolpersteine
In Blaricum liggen acht Stolpersteine op twee adressen.

### Blaricum
| Afbeelding | Inscriptie | Adres                    | Herdachte persoon                      |
| ---------- | --- | ------------------------ | -------------------------------------- |
|            | HIER WOONDE EN WERKTE BENOIT FELIX CATZ GEB. 1866 GEVLUCHT IN DE DOOD 26-7-1943 LAREN                                    | Torenlaan 15 Kaart (OSM) | Benoit Felix Catz (1866-1943)          |
|            | HIER WOONDE REBEKKA ABRAMMA CATZ-COHEN GEB. 1869 GEVLUCHT IN DE DOOD 27-7-1943 LAREN                                     | Torenlaan 15 Kaart (OSM) | Rebekka Abramma Catz-Cohen (1869-1943) |
|            | HIER WAS ONDERGEDOKEN ABRAHAM KOPMAN GEB. 1901 GEDEPORTEERD 20-7-1943 UIT WESTERBORK VERMOORD 23-7-1943 SOBIBOR          | Zwaluwenweg 1            | Abraham Kopman (1901-1943)             |
|            | HIER WAS ONDERGEDOKEN LAIJA KOPMAN-THALER GEB. 1900 GEDEPORTEERD 20-7-1943 UIT WESTERBORK VERMOORD 23-7-1943 SOBIBOR     | Zwaluwenweg 1            | Laija Kopman-Thaler (1900-1943)        |
|            | HIER WAS ONDERGEDOKEN EMANUEL QUERIDO GEB. 1871 GEDEPORTEERD 20-7-1943 UIT WESTERBORK VERMOORD 23-7-1943 SOBIBOR         | Zwaluwenweg 1            | Emanuel Querido (1871-1943)            |
|            | HIER WAS ONDERGEDOKEN JANE QUERIDO-KOZIJN GEB. 1866 GEDEPORTEERD 20-7-1943 UIT WESTERBORK VERMOORD 23-7-1943 SOBIBOR     | Zwaluwenweg 1            | Jane Querido-Kozijn (1866-1943)        |
|            | HIER WAS ONDERGEDOKEN MARIANNA SCHAVRIEN BLOM GEB. 1912 GEDEPORTEERD 20-7-1943 UIT WESTERBORK VERMOORD 23-7-1943 SOBIBOR | Zwaluwenweg 1            | Marianna Schavrien Blom (1912-1943)    |
|            | HIER WAS ONDERGEDOKEN JOZEF THALER GEB. 1897 GEDEPORTEERD 20-7-1943 UIT WESTERBORK VERMOORD 23-7-1943 SOBIBOR            | Zwaluwenweg 1            | Jozef Thaler (1897-1943)               |

## Data van plaatsingen
- 25 april 2025: twee Stolpersteine op Torenlaan 15
- 4 mei 2025: zes Stolpersteine op Zwaluwenweg 1